# John Leadbitter
John Leadbitter (sinh ngày 7 tháng 5 năm 1953) là một cựu cầu thủ bóng đá người Anh thi đấu ở vị trí trung vệ ở Football League cho Darlington. Ông bắt đầu sự nghiệp chuyên nghiệp với Sunderland mà không thi đấu trận nào.